# Jean-Baptiste Payer
Pour les articles homonymes, voir Payer.
Jean-Baptiste Payer est un botaniste français né le 3 février 1818 à Asfeld et mort le 5 septembre 1860 à Paris.
Il participe par conviction aux événements politiques de 1848, devient le chef de cabinet d'Alphonse de Lamartine pendant quelques semaines et fait une brève carrière politique durant la Deuxième République.
Le coup d'État de 1851 le ramène à ses travaux scientifiques. Sa contribution, la finesse de ses analyses, la qualité de ses publications et de ses prestations pédagogiques furent appréciées par la communauté scientifique et participèrent au progrès de la botanique.

## Biographie

### Genèse d'une carrière de scientifique
Jean-Baptiste Payer est né le 3 février 1818 à Asfeld.
Il descend d'une famille de meuniers. Les Payer étaient meuniers de génération en génération, dans la Meuse et dans les Ardennes, attachés à ce métier si particulier dans la société agricole, proche mais distinct de la culture de la terre. Ils avaient acquis une certaine aisance.
Jean-Baptiste Payer a l'occasion de mener ses études au collège Saint-Louis à Paris.
Après avoir obtenu une licence en droit, pour obéir aux vœux de sa famille rêvant de promotion sociale et de notabilité, il se consacre aux Sciences de la Nature, qui le passionnent. Il quitte le notaire pour qui il travaille comme clerc, reprend des études et se fait recevoir docteur es-sciences. Puis il concourt pour une place d'agrégé auprès des facultés des sciences.
Il est nommé en 1840 professeur de géologie et de minéralogie à l'Université de Rennes, avec dispense d'âge. En 1844, il obtient la chaire de botanique de l'École normale supérieure, à Paris. Il devient également le suppléant de Charles-François Brisseau de Mirbel, à la Sorbonne. Il se fait recevoir, à la même époque, docteur en médecine et maître en pharmacie.

### Épisode révolutionnaire

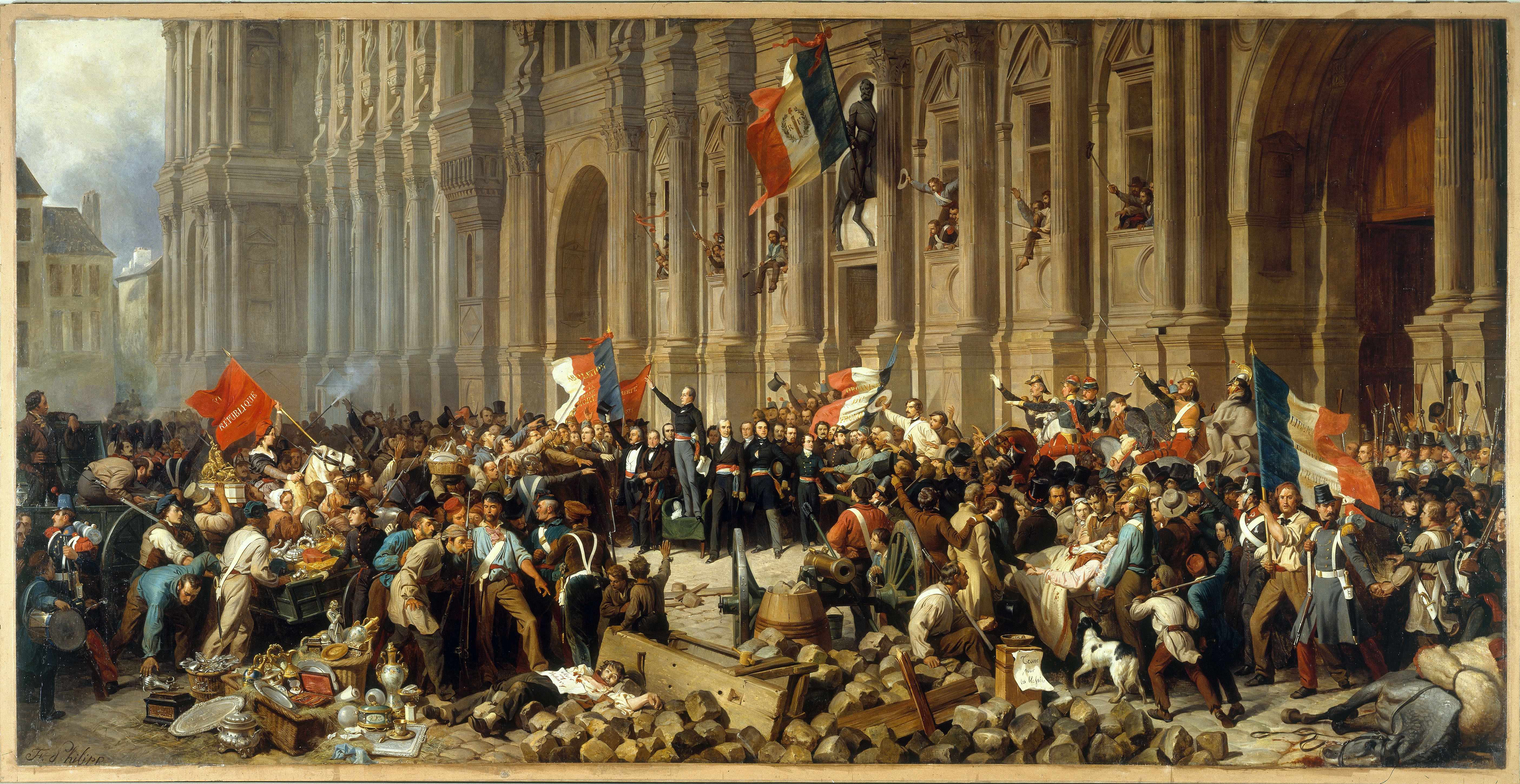
Lamartine devant l’hôtel de ville le 25 février 1848

Républicain convaincu mais républicain modéré, il abandonne momentanément ses fonctions lorsque la Révolution française de 1848 éclate. Il suit avec passion les événements à la chambre des députés et se retrouve à l'Hôtel de Ville. Il y passe trois nuits et trois jours avec les membres du gouvernement provisoire, et y fait office de secrétaire improvisé.
Quand la situation politique se stabilise et que la République est proclamée, il accepte les fonctions 
de chef de cabinet du nouveau ministre des affaires étrangères, et héros des journées de février, Alphonse de Lamartine.
Peu de temps après, en avril 1848, prolongeant cet engagement politique, il se présente aux élections législatives, et est élu représentant du peuple pour le département des Ardennes, deuxième sur les huit postes à pourvoir.
Il siège au centre gauche de l'Assemblée Constituante mais vote assez souvent avec la droite, pour les poursuites contre Louis Blanc et Caussidière, contre l'abolition de la peine de mort, contre l'amendement Grévy, contre le droit au travail, contre l'amnistie, etc.

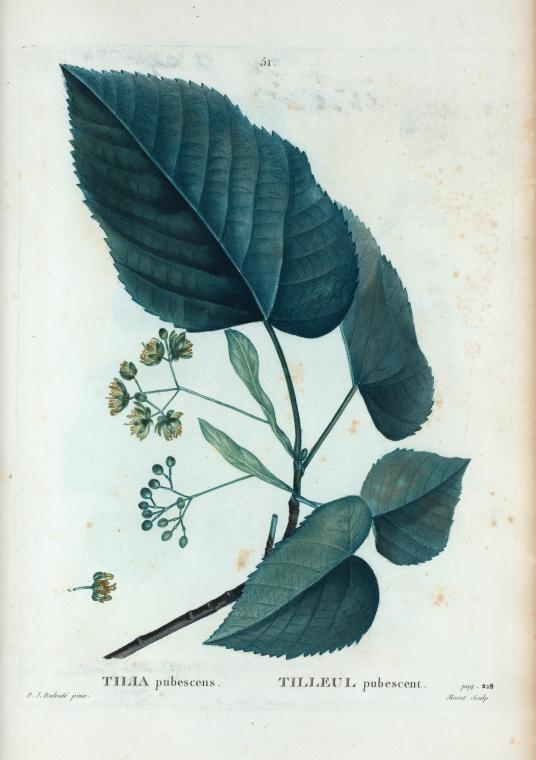
Tilia pubescens

Réélu le 13 mai 1849, il dépose en juillet 1851 un projet républicain de révision de la Constitution. Le projet n'est pas voté. Le coup d'État du 2 décembre 1851 le déçoit profondément.

### Membre de l'Académie des sciences
Il revient dès lors à ses travaux sur la botanique. Reçu docteur en médecine par la faculté de Paris en 1852, il est nommé la même année professeur d'organographie végétale à la faculté des sciences, en remplacement d'Auguste de Saint-Hilaire.
Il multiplie les contributions  et publications scientifiques, dont en 1854, le Traité d'organogénie végétale comparée de la fleur. Ses ouvrages font référence, sont reconnus comme tel par ses contemporains et propagent l'état de la connaissance.
Devenu membre de l'Académie des Sciences, il est nommé également chevalier de la Légion d'honneur le 13 août 1857, sur proposition du ministre de l'Instruction Publique et des Cultes, malgré son passé politique de républicain. La décoration lui est remise par Gabriel Delafosse.
Il meurt le 5 septembre 1860 à Paris, à 42 ans à son domicile rue de la Sorbonne, et est inhumé au cimetière du Montparnasse (division 4, concession reprise). Un des témoins sur l'acte de décès est son collègue et ami Henri Ernest Baillon. Son éloge funèbre est prononcé par un autre de ses amis botanistes, Adolphe Brongniart.

## Principales œuvres
- De la famille des Malvacées, (Paris, 1852)
- Traité d'organogénie végétale comparée de la fleur (Paris, 1854-59, 2 vol. in-8, pl.) - Ouvrage en ligne.
- Éléments de botanique : organographie (Paris, 1857, in-12, fig.)- Ouvrage en ligne.
- Botanique cryptogamique... (Paris, 1850, gr. in-8, fig.; 2e éd. par Baillon, Paris, 1860, gr. in-8, fig.) - Ouvrage en ligne - Deuxième édition annotée par Henri Ernest Baillon - 1868
- Leçons sur les familles naturelles des plantes, 1re partie (Paris, 1872, in-12)

Ses cours ont fait l'objet de plusieurs éditions.
Il avait publié également dès 1844 un ouvrage sur les classifications et  méthodes en histoire naturelle.

### Comme éditeur scientifique
- Michel Adanson, Cours d'histoire naturelle fait en 1772, 1845
- (avec Alexandre Adanson (dir.)) Michel Adanson, Histoire de la botanique et plan des familles naturelles des plantes, 1864